# Arenaria foliacea
Arenaria foliacea är en nejlikväxtart som beskrevs av William Bertram Turrill. Arenaria foliacea ingår i släktet narvar, och familjen nejlikväxter. Inga underarter finns listade i Catalogue of Life.